# Collegio elettorale di Arezzo I
Il collegio elettorale di Arezzo I è stato un collegio elettorale uninominale del Regno di Sardegna. Fu istituito in base al decreto del Consiglio dei Ministri del Regio governo delle Toscana del 21 gennaio del 1860. Era uno dei sette collegi previsti per la provincia di Arezzo. Comprendeva parte del territorio di Arezzo e immediati dintorni.

## Dati elettorali
Nel collegio si svolsero votazioni solo per la settima legislatura. I collegi di Arezzo I e II furono fusi in un unico collegio a partire dell'VIII legislatura

### VII legislatura
Le votazioni si svolsero in 387 collegi uninominali a doppio turno. Come previsto dalla legge elettorale del 20 novembre 1859, era eletto al primo turno il candidato che «riunisce in suo favore più del terzo dei voti del total numero dei membri componenti il collegio e più della metà dei suffragi dati dai votanti presenti all'adunanza» (art. 91). Se nessun candidato era eletto, al ballottaggio tra i due candidati con più voti era eletto chi otteneva il maggior numero di voti (art. 92) o, in caso di ugual numero di voti, il maggiore d'età (art. 93).
| Partito                            | Partito                            | Candidato                          | Risultati 25 marzo 1860 | Risultati 25 marzo 1860 |
| Partito                            | Partito                            | Candidato                          | Voti                    | %                       |
| ---------------------------------- | ---------------------------------- | ---------------------------------- | ----------------------- | ----------------------- |
|                                    | —                                  | Carlo Poerio                       | 481                     | 97,76                   |
|                                    | —                                  | Leonardo Romanelli                 | 11                      | 2,24                    |
|                                    |                                    |                                    |                         |                         |
| Iscritti                           | Iscritti                           | Iscritti                           | 1 015                   | 100,00                  |
| ↳ Votanti (% su iscritti)          | ↳ Votanti (% su iscritti)          | ↳ Votanti (% su iscritti)          | 522                     | 51,43                   |
| ↳ Voti validi (% su votanti)       | ↳ Voti validi (% su votanti)       | ↳ Voti validi (% su votanti)       | 492                     | 94,25                   |
| ↳ Schede non valide (% su votanti) | ↳ Schede non valide (% su votanti) | ↳ Schede non valide (% su votanti) | 30                      | 5,75                    |
| ↳ Astenuti (% su iscritti)         | ↳ Astenuti (% su iscritti)         | ↳ Astenuti (% su iscritti)         | 493                     | 48,57                   |